# 利率
利率或利息率，是借款的人需要向其所借的金錢所支付的代價，亦是放款的人延遲其消費，借給借款人所獲得的回報。通常以一年期利息與本金的百分比計算。提高利率又被稱作升息，而降低利率又被稱作降息。
透過準備金制度的法律要求，基礎利率上發佈的政策利率來管理下級銀行，是世界各國中央銀行調節貨幣政策的重要工具之一，亦用以控制例如投資、通貨膨脹及失業率等，繼而影響經濟增長。

## 利率出現的原因
- 延遲消費：當放款人把金錢借出，就等於延遲了對消費品的消費。根據時間偏好（Time preference）原則，消費者會偏好現時的商品多於未來的商品，因此在自由市場會出現正利率。
- 預期的通胀：大部份經濟會出現通貨膨脹，代表一個數量的金錢在未來可購買的商品會比現在較少，因此借款人需向放款人補償此段期間的損失。
- 代替性投資：放款人有選擇把金錢放在其他投資上，由於機會成本，放款人把金錢借出等於放棄了其他投資的可能回報，借款人需與其他投資競爭這筆資金。
- 投資風險：借款人隨時有破產、潛逃或欠債不還的風險，放款人需收取額外的金錢，以補償其所承受的風險。
- 流動性偏好：人會偏好其資金或資源可隨時供立即交易，而不是需要時間或金錢才可取回，利率亦是對此的一種補償。

## 利率決定理論
利率可視為資金或貨幣的「價格」，而根據資金或貨幣的供需情況，即可決定利率的均衡水準。其中包含費雪理論、可貸資金說與流動性偏好理論。

### 費雪理論
費雪假設在一個經濟體中，僅有會將所得用於消費與儲蓄的個人以及會利用資金進行投資的企業，其中並不包括政府部門的存在。在資金同有供需的情況下，即可決定出市場的均衡利率 。 

### 可貸資金說
費雪理論所假設的經濟環境非常簡化，忽略了政府部門對金融市場的影響。 此外也沒有考慮到個人或企業除了會將資金用於消費、儲蓄及投資外，還會留有部分的現金部位。 

### 流動性偏好理論
均衡利率是由貨幣(Money)的供給與需求所決定出來的，並假設大部分的人們僅以持有貨幣及債券的方式來保有其財富。持有貨幣的動機：交易、預防、投機的動機。基於這三種動機所對貨幣產生的需求，與利率水準呈現反向的關係。 

## 實質與名義利率
名目利率是以在借款期間獲得或支付利息的數額計算的利息。假設一個家庭把1000元存進銀行一年，並獲得100元的利息；在年底其結餘是1100元，而名義利率則是每年10%。
實質利率計算了所獲得利息的購買力，是把名義利率以通脹率作調節。如果該年的通脹率是10%，在年底戶口裡的1100元，只能與一年前的1000元購買相同數量的貨品，因此其實質利率是0%。
根據費雪方程式，在存款期間的實質利率是：
{\displaystyle i_{r}=i_{n}-p}
{\displaystyle p} = 該段期間的實質通貨膨脹率
投資的預期實質回報是：
{\displaystyle i_{r}=i_{n}-p_{e}}
{\displaystyle i_{n}} = 名義利率
{\displaystyle i_{r}} = 實質利率
{\displaystyle p_{e}} = 期間的預期通貨膨脹率

## 市場利率
市场利率的形成是源於市场机制形成的金融市场，在政府管制利率的市场是没有意义的。在政府管制的市场，基准利率的高低由金融监管当局直接规定，并允许其在一定阈值范围内上下浮动；在利率并非由政府金融监管当局直接规定的市场，市场利率的形成受资金供求双方的直接影响。
一般而言，市场利率是在债券市场上形成，而具有代表性的债券品种主要是政府债券。当购买政府债券的多方占主导，即购买政府债券的买方大于卖方，那么就会抬高债券的实际交易价格，从而导致政府债券价格与实际交易价格的差额减小，进而使得收益率的减小，从而导致市场利率的下降；反之，则市场利率上升。

## 總體經濟學上的利率

### 投資、生產與失業率
在總體經濟學上，利率是決定投資的重要指標。假如利率上升，銀行存款會增加，投資便會減少，造成國民收入的減少。
利率通常由政府的金融機關，例如各國中央銀行或美國聯邦儲備局制訂，作為货币政策的主要工具。金融機關會承諾以指定的利率購入或賣出該國貨幣，由於金融機關的龐大交易量，能夠有效地設定短期債券的名義利率（{\displaystyle i_{n}}）。透過轉變{\displaystyle i_{n}}，金融機關可以影響所有欲投資者在貸款時面對的利率。投資會因利率的轉變而大幅度受影響，繼而影響國民收入。
根據奧肯法則，生產的增減會影響失業率。

### 貨幣與通脹
貸款、債券及股票有部份貨幣的特性，因此包括在廣義的貨幣供給上。透過調整{\displaystyle i_{n}}，政府金融機關可令市場改變貸款債券及股票的總額，較高的實質利率將降低廣義貨幣供應。
根據貨幣數量理論（Quantity theory of money），增加貨幣供應將造成通貨膨脹，代表著利率可影響未來的通貨膨脹水準。在預期會出現通脹的情況下，政府金融機關將可能提高利率以作調節。假如預期經濟會放緩，則可能減低利率以刺激投資。

### 利率分类
接利率之间的变动关系，可分为「基准利率」和「套算利率」；按利率与市场资金供求关系情况，可分为「固定利率」和「浮动利率」；按利率形成机制不同，則可分为「市场利率」和「法定利率」。

## 數學上的定義
利息與通脹通常以轉變的百分比來表示，以下公式是約數公式。
{\displaystyle i_{n}=i_{r}+p_{e}\,\!}
但更準確地應寫成：
{\displaystyle 1+i_{r}={\frac {1+i_{n}}{1+p_{e}}}\,\!}
所以，
{\displaystyle {\begin{aligned}1+i_{n}&=(1+i_{r})(1+p_{e})\\&=1+i_{r}+p_{e}+i_{r}p_{e}\\\end{aligned}}}
{\displaystyle i_{n}=i_{r}+p_{e}+i_{r}p_{e}}
通常 ir 和 pe 都較小，例如5%。因此 ir pe 很小，可以忽略不計，得出線性近似的 {\displaystyle i_{n}=i_{r}+p_{e}}。
在大部份經濟分析會使用指數或對數。

## 負利率政策
名義利率通常是正數，實質利率則視乎當時的通脹，若通脹高於名義利率，實質利率便是負數。
理論上，任何人持有現金的利率是0%，因此商業銀行無法對一般客戶實施負利率。因為若客戶知道存款會有損失，便會提取現金，使銀行存款大量流失。

### 超額存款準備金
歐洲中央銀行自2014年起對金融機構存放在央行的超額存款準備金（excess reserve）實際負利率，希望逼使銀行增加貸款，刺激經濟。自2016年3月16日起，指標利率一直維持在-0.4%。2022年6月27日，欧洲中央银行正式将超额准备金利率提升为0%，退出了负利率时代。
此外，日本、瑞典、丹麥及瑞士的央行也實施負利率政策。

## 參看
- 利息
- 存款準備金率

## 外部参考
- 中国央行加息为什么选取27个基点